# 白木山 (広島県)
白木山（しらきやま）は、広島県広島市安佐北区にある標高889 mの山。

## 概要
芝生に覆われた山頂は開けており、白木山神社の小さな社や、無線の中継施設が置かれている。山頂へは、西日本旅客鉄道（JR西日本）芸備線の白木山駅から約2時間で登頂できる。ほぼ360度の展望がある山頂からは、広島市内はもとより、天候がよければ四国山地、中国山地を一望できる。白木山のブナ林は広島県におけるブナの南限及び下限となっている。

## 三角点

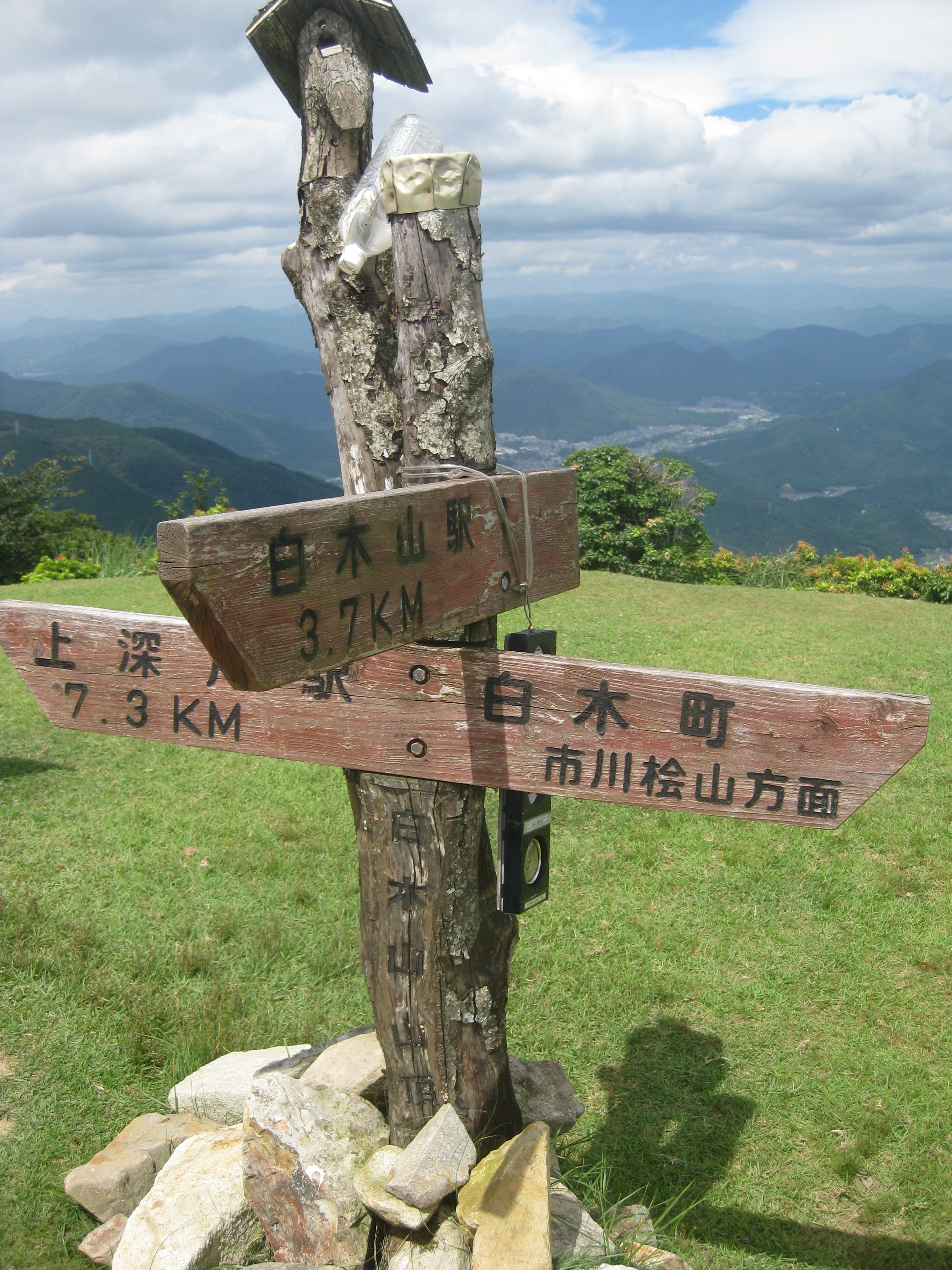
山頂標

- 種別等級：二等三角点
- 点名：白木山